# Leucostoma neomexicanum
Leucostoma neomexicanum là một loài ruồi trong họ Tachinidae.